# رئاسة ريتشارد نيكسون
بدأت رئاسة ريتشارد نيكسون (بالإنجليزية: Presidency of Richard Nixon)‏ ظُهر يوم 20 يناير عام 1969 بتوقيت المنطقة الزمنية الشرقية، عند تعيينه لمنصب الرئيس الـ 37 للولايات المتحدة، وانتهت في 9 أغسطس عام 1974 عندما استقال إثر قرار عزله وإزاحته من منصبه، وهو الرئيس الأمريكي الوحيد الذي تعرَّض لمثل ذلك قرار. وقد خلفه جيرالد فورد الذي عُيِّن نائبًا للرئيس بعد اضطرار سبيرو أغنيو للاستقالة من المنصب. تولَّى نيكسون منصب الرئاسة بعد انتخابات عام 1968، والتي فاز فيها على نائب الرئيس الحالي هيوبرت همفري. رغم نجاح نيكسون في بناء سمعة طيبة عن دوره كناشط فعّال في مجال الحملات الانتخابية الخاصة بالحزب الجمهوري، إلا أنه قلَّل من أهمية التحزب عند إعادة انتخابه بأغلبية ساحقة عام 1972.
أثناء توليه منصبه، ركَّز نيكسون بشكل رئيسي على الشؤون الخارجية للبلاد. واهتَّم أيضًا بالانفراج الدولي مع الصين والاتحاد السوفييتي، الأمر الذي أدَّى إلى تخفيف حدة التوترات أثناء الحرب الباردة مع كل من البلدين. وكجزء من هذه السياسة، وقَّع نيكسون على معاهدة الصواريخ المضادة للبالستية ومؤتمر محادثات الحدّ من الأسلحة الاستراتيجية الأول، وهما معاهدتان تاريخيتان كان الهدف منهما تحديد الأسلحة مع الاتحاد السوفييتي. وقد أصدر نيكسون المذهب الخاص به، الذي دعا فيه إلى تقديم مساعدات غير مباشرة من جانب الولايات المتحدة بدلًا من التعهد بالتزامات أمركية مباشرة مثلما الحال في حرب فيتنام الجارية. وبعد مفاوضات مُكثَّفة مع فيتنام الجنوبية، سحب نيكسون آخر جنوده الأميركيين من المنطقة عام 1973، ليُنهي بذلك المشروع العسكري في نفس العام. ولمنع احتمال حدوث المزيد من التدخل الأميركي في فيتنام، أصدر الكونغرس قرار سلطات الحرب بشأن حق الفيتو الذي يتمتع به نيكسون.
أما بالنسبة للشؤون الداخلية، فقد دعا نيكسون إلى انتهاج سياسة «فيدرالية جديدة»، والتي من خلالها يتم تحويل السلطات والمسؤوليات الفيدرالية إلى الولايات الأمريكية. ولكنه واجه أعضاء الكونغرس الديمقراطي الذين لم يشاطروه أهدافه تلك وفي بعض الحالات سنَّوا تشريعات خاصة حول حق الفيتو. لم تنجح الإصلاحات التي اقترحها نيكسون لبرامج الرعاية الاجتماعية الفيدرالية في الكونغرس، ولكن الكونغرس تبنَّى جانبًا واحدًا من اقتراحه بشأن دخل التأمين الإضافي، والذي يقدم المساعدات للأفراد من ذوي الدخول المنخفضة في سن الشيخوخة أو المعوقين. تبنَّت إدارة نيكسون «سياسة مُبسَّطة» فيما يتعلق بإلغاء التمييز العنصري في المدارس، ولكن الإدارة فرضت أوامر إلغاء القوانين من جانب المحاكم ونفذت أول خطة عمل إيجابية في الولايات المتحدة. تولَّى نيكسون أيضًا رئاسة وكالة حماية البيئة الأمريكية وإقرار قوانين بيئية كبرى مثل قانون المياه النظيفة. وعلى الصعيد الاقتصادي، شهدت سنوات نيكسون بداية فترة من «الركود التضخمي» التي استمرت حتى سبعينيات القرن العشرين.
كان نيكسون متقدمًا بفارق كبير في استطلاعات الرأي الخاصة بالانتخابات الرئاسية لعام 1972، ولكن أثناء الحملة الانتخابية، قام نيكسون بتنفيذ العديد من العمليات غير القانونية المصممة لتقويض المعارضة. وقد كُشف أمرهم عند اقتحام مقر اللجنة الوطنية الديمقراطية الذي انتهى باعتقال خمسة لصوص ما أدَّى إلى طلب إجراء تحقيق من الكونغرس. وقد نفى نيكسون تورطه بأي شكل في عملية الاقتحام تلك، ولكن بعد مراقبة الشريط المصور، ثبُت بأن نيكسون كان على اتصال مع لصوص ووترغيت بعد فترة وجيزة من وقوع الحادثة، حينها بدأ مجلس النواب باتخاذ إجراءات العزل. وفي مواجهة إقصاء الكونغرس، استقال نيكسون من منصبه. ورغم أن بعض الباحثين يعتقدون أن نيكسون «قد تعرَّض للانتقاد المفرط بسبب أخطائه ولم يُقدِّر أحد فضائله السابقة»، إلا أن نيكسون قد صُنِّف بشكل عام كرئيس أقل من المتوسط بحسب دراسات الترتيب التاريخي لرؤساء الولايات المتحدة.

## انتخابات عام 1968

### الترشيح الجمهوري
شغل ريتشارد نيكسون منصب نائب الرئيس في الفترة الممتدة ما بين عام 1953 حتى عام 1961، وكان قد هُزِم في انتخابات عام 1960 الرئاسية على يد جون كينيدي. وفي السنوات التي تلت هزيمته، عمل نيكسون على تنصيب نفسه كزعيم حزب مهم مناشدًا كل من المعتدلين والمحافظين على حد سواء. دخل نيكسون السباق على ترشيح الحزب الجمهوري لمنصب الرئاسة عام 1968، بثقة كاملة بعد أن عانى الديمقراطيون من بعض الانشقاقات بسبب الحرب في فيتنام، إذ أصبحت الفرصة الآن لصالح الجمهوريين للفوز بالرئاسة في انتخابات نوفمبر، على الرغم من أنه توقع أن تكون الانتخابات قريبة من عام 1960. وقبل عام واحد من المؤتمر الوطني الجمهوري لعام 1968 كان المرشح الرئاسي الأول للحزب هو حاكم ولاية ميتشيغن، جورج رومني، ولكن حملته قد تعثَّرت بسبب قضية حرب فيتنام. عمل نيكسون على تنصيب نفسه كمرشح للفوز بعد تحقيقه سلسلة من الانتصارات الأولية المبكرة. تمثل خصومه الرئيسيون في هذا الترشيح حاكم كاليفورنيا، رونالد ريغان، الذي كان يتولى زعامة العديد من المحافظين، وحاكم نيويورك نيلسون روكفلر، الذي كان يتمتع بمتابعة قوية بين حزب المعتدلين.
في المؤتمر الوطني الجمهوري الذي عُقد في أغسطس في ميامي بيتش، فلوريدا، ناقش ريغان وروكفلر مسألة توحيد القوات في حركة «عزل نيكسون»، ولكن التحالف لم يتحقق قط، بل وقد نجح نيكسون في حصد الترشيح في الاقتراع الأول. اختار الحاكم سبيرو أغنيو من ولاية ماريلاند كرفيق له في السباق، الأمر الذي من خلاله اعتقد نيكسون أنه سيوحد الحزب عن طريق مناشدة المعتدلين الشماليين والجنوبيين الساخطين على الديمقراطيين. وقد انتُقد اختياره لأغنيو من قِبَل كثيرين؛ ووصفت مقدمة افتتاحية لصحيفة واشنطن بوست أغنيو بأنه «أكثر التعيينات السياسية تمركزًا منذ أن عيّن الإمبراطور الروماني كاليغولا حصانه لمنصب القنصل. وفي خطاب القبول، تحدث نيكسون عن رسالة أمل كان قد كتبها، قائلًا فيها: «إننا نمد يد الصداقة إلى جميع الناس... ونحن نعمل نحو تحقيق هدف عالم مفتوح وسماء مفتوحة ومدن مفتوحة وقلوب مفتوحة وعقول مفتوحة». 

## السياسة الخارجية

### مذهب نيكسون
عند توليه منصبه، أعلن عن «عقيدة نيكسون»، وهو بيان عام للسياسة الخارجية التي بموجبها لن «تتولى الولايات المتحدة مسؤولية الدفاع الكامل عن الدول الحرة». في حين سيتم التمسك بالالتزامات القائمة، فإن الالتزامات الجديدة المحتملة سوف تخضع للتدقيق الحاد. وبدلًا من التورط بشكل مباشر في الصراعات، فإن الولايات المتحدة سوف تقدم المساعدات العسكرية والاقتصادية للدول التي كانت عِرضة للتمرد أو العدوان، أو التي كانت تشكل أهمية بالغة للمصالح الاستراتيجية للولايات المتحدة. كجزء من عقيدة نيكسون، زادت الولايات المتحدة مبيعات الأسلحة إلى الشرق الأوسط بشكل كبير، وخاصة إسرائيل وإيران والمملكة العربية السعودية. وعُدَّت باكستان، التي دعمتها الولايات المتحدة خلال الحرب الهندية الباكستانية عام 1971، من بين أكبر المستفيدين من تلك المساعدات.